# Розкриття шахтного поля
Розкриття шахтного поля (рос. вскрытие шахтного поля, англ. mine field development, нім. Aufschluss m des Grubenfeldes) — проведення виробок, що відкривають доступ з поверхні до запасів шахтного поля або його частини, забезпечують можливість ведення робіт з його підготовки, а також технологічний зв'язок між пластами та поверхнею (вентиляція, транспорт, водовідлив та ін.). На практиці внаслідок різноманітності гірничо-геологічних умов вугільних родовищ Р.ш.п. може здійснюватися шляхом поєднання різних головних і додаткових виробок, що зумовлює наявність різноманітних способів розкриття шахтних полів